# Robert Schulz (Pokerspieler)
Robert Schulz ist ein professioneller deutscher Pokerspieler. Er gewann 2023 ein Bracelet bei der World Series of Poker.

## Pokerkarriere
Schulz stammt aus Cottbus und lebt in Wien. Seine erste Geldplatzierung bei einem Live-Pokerturnier erzielte er Mitte April 2010 bei der European Poker Tour (EPT) in Sanremo bei einem Turnier der Variante No Limit Hold’em. Mitte März 2011 belegte er beim Main Event des Spring Poker Festival in Wien den mit mehr als 20.000 Euro dotierten zweiten Platz. Im Juli 2012 war der Deutsche erstmals bei der World Series of Poker (WSOP) im Rio All-Suite Hotel and Casino in Paradise am Las Vegas Strip erfolgreich und kam beim Main Event in die Geldränge. Bei der WSOP 2014 erzielte er drei Geldplatzierungen; das meiste Preisgeld von mehr als 50.000 US-Dollar erhielt er dabei für den 149. Rang im Main Event. Im August 2014 wurde Schulz beim EPT-Main-Event in Barcelona 13. und erhielt knapp 70.000 Euro. Auf der Isle of Man gewann er Anfang Oktober 2014 ein mit über 10.000 Pfund dotiertes Event der UK & Ireland Poker Tour und damit sein erstes Live-Turnier überhaupt. Bei der WSOP 2017 kam der Deutsche fünfmal auf die bezahlten Plätze und sicherte sich sein höchstes Preisgeld von mehr als 120.000 US-Dollar erneut beim Main Event, in dem er am sechsten Turniertag auf dem 57. Platz ausschied. Im King’s Resort in Rozvadov entschied er Mitte Oktober 2017 das Crazy Eights mit einer Siegprämie von über 40.000 Euro für sich. An gleicher Stelle belegte Schulz im Oktober 2018 den zweiten Platz bei einem Turnier der World Series of Poker Europe und erhielt rund 50.000 Euro. Im Juni 2023 belegte er bei einem Turnier im Venetian Resort Hotel am Las Vegas Strip den zweiten Platz und sicherte sich aufgrund eines Deals mehr als 160.000 US-Dollar. Rund zwei Wochen später gewann der Deutsche ein Freezeout-Event der mittlerweile im Horseshoe Las Vegas und Paris Las Vegas ausgespielten WSOP 2023 und wurde mit einem Bracelet sowie seinem bislang höchsten Preisgeld von rund 675.000 US-Dollar prämiert.
Insgesamt hat sich Schulz mit Poker bei Live-Turnieren mehr als 1,5 Millionen US-Dollar erspielt.